# Jean Rougeau
Jean Rougeau (né le 9 juin 1929 à Montréal et mort le 25 mai 1983 dans cette même ville) est un catcheur (lutteur professionnel) ainsi qu'un entraîneur et président de club de hockey sur glace québécois mieux connu sous le nom de Johnny Rougeau.
Il devient catcheur au début des années 1950. Il devient célèbre comme catcheur au Québec que ce soit seul ou en équipe avec son frère Jacques. En tant que catcheur, il remporte le championnat du monde poids lourd de la Commission Athlétique de Montréal. En 1964, il fonde l'Association Internationale de Lutte et en est le premier champion international poids lourd.
Dans le même temps, il devient propriétaire du club de hockey sur glace des Bombardiers de Rosemont, une équipe de la Ligue de hockey junior majeur du Québec. Il renomme ce club National de Rosemont et l'entraîne aussi. Il devient président de la Ligue de hockey junior majeur du Québec.

## Jeunesse
Rougeau est le fils d'Armand Rougeau, un ouvrier qui fait aussi de la boxe, et a un frère Jacques. Il se passionne d'abord pour le hockey sur glace et évolue au poste de gardien de but au sein des National de Montréal en Ligue junior A. Il s’aperçoit qu'il n'a pas le niveau pour devenir professionnel et arrête ce sport.
À 17 ans, il commence à travailler pour Coca-Cola d'abord comme manutentionnaire puis comme vendeur. Il co-fonde avec Fernand Daoust le premier syndicat de cette entreprise et perd son travail quelques mois plus tard.

## Carrière de catcheur
À la fin des années 1950, son oncle Eddie Auger qui est catcheur aux États-Unis l'appelle et lui propose de devenir lui aussi catcheur. Il part alors et travaille dans diverses fédérations américaines et a rapidement l'opportunité d'affronter les meilleurs catcheurs américain comme Buddy Rogers.

## Hockey sur glace
Rougeau a également été entraîneur de hockey sur glace avec les National de Rosemont (70-71) et le National de Laval (71-72, 72-73, 77-78) dans le Hockey Junior Majeure du Québec de la Ligue, qui comprenait le joueur Mike Bossy, qui a remporté plusieurs coupes Stanley avec les Islanders de New York.  Plus tard, il a servi comme président de cette ligue de 1981 à 1983. Le trophée Jean-Rougeau a été nommé en son honneur, et est attribué à l'équipe qui enregistre le plus de points en saison régulière.

## Vie personnelle
Il a également été à la fois un garde du corps, propriétaire de discothèque, et politicien. Plus particulièrement, Rougeau est devenu le garde du corps et chauffeur du candidat libéral René Lévesque pendant les élections de 1960, après qu'il a été personnellement menacé par des partisans de l'Union nationale.
En 1982, il a reçu le prix Bene Merenti de Patria, une médaille d'argent décernée par la Société Saint-Jean-Baptiste, chaque année, à un natif du Québec qui a démontré un grand service à la patrie.
Il est mort d'un cancer le 25 mai 1983. Ses obsèques ont été suivies par environ 7 000 personnes. Il a été enterré au cimetière de la cathédrale Notre-Dame-des-Neiges, à Montréal.

## Championnats
- All-Star Wrestling
  - All-Star Wrestling Champion des poids Lourds (2 fois)
- International Wrestling Association (Montréal)[6]
  - IWA International Heavyweight Championship (6 fois)
- Montréal Commission Athlétique
  - MAC World Heavyweight Champion (1 fois)